# هانگرفورد، کوئینزلند
هانگرفورد (به انگلیسی: Hungerford) یک شهرک در استرالیا است که در کوئینزلند واقع شده‌است.